# Lupinus smithianus
Lupinus smithianus är en ärtväxtart som beskrevs av Carl Sigismund Kunth. Lupinus smithianus ingår i släktet lupiner, och familjen ärtväxter. IUCN kategoriserar arten globalt som otillräckligt studerad. Inga underarter finns listade i Catalogue of Life.